# Olga Kubassevich
Olga Kubassevich est une ancienne joueuse kazakhe de volley-ball d’origine ukrainienne née le 22 septembre 1985 à Zaporijie (Ukraine). Elle mesure 1,85 m et jouait au poste d'attaquante. Elle a totalisė 10 sélections en équipe du Kazakhstan. Elle a mis un terme à sa carrière de volleyeuse professionnelle en février 2020.

## Clubs
| Club                 | De        | À         |
| -------------------- | --------- | --------- |
| ZDIA Zaporizhya      | 2001-2002 | 2002-2003 |
| Jenestra Odessa      | 2004-2005 | 2004-2005 |
| Rakhat Alma-Ata      | 2006-2007 | 2006-2007 |
| Türk Telekom Ankara  | 2007-2008 | 2008-2009 |
| Jetysou Taldykourgan | 2009-2010 | 2012-2013 |
| Irtych-Kazkhrom      | 2014-2015 | 2014-2015 |
| VK Altaï             | 2017-2018 | 2019-2020 |

## Palmarès

### Équipe nationale
- Championnat d'Europe des moins de 20 ans
  - Finaliste : 2002.

### Clubs
- Championnat du Kazakhstan
  - Vainqueur : 2007, 2010, 2011, 2012, 2013, 2018, 2019.
  - Finaliste : 2015, 2020.
- Coupe du Kazakhstan
  - Vainqueur : 2009, 2010, 2011, 2012, 2017, 2018, 2019.
- Supercoupe du Kazakhstan
  - Vainqueur : 2017.
  - Finaliste : 2018, 2019.
- Championnat d'Ukraine
  - Finaliste : 2003, 2005.
- Championnat féminin AVC des clubs
  - Finaliste : 2010.

### Distinctions individuelles
- Championnat féminin AVC des clubs 2010: Meilleure contreuse.